# Martin Buchan
Martin McLean Buchan (Aberdeen, Escocia, 6 de marzo de 1949) es un exfutbolista escocés, se desempeñaba como defensa. Participó en dos Mundiales con la selección de fútbol de Escocia y tuvo una breve carrera como entrenador.

## Clubes

### Jugador
| Club                | País       | Año       | Partidos | Goles |
| Aberdeen FC         | Escocia    | 1965-1972 | 134      | 9     |
| Manchester United   | Inglaterra | 1972-1983 | 456      | 4     |
| Oldham Athletic AFC | Inglaterra | 1983-1985 | 28       | 0     |

### Entrenador
| Club       | País       | Año  |
| ---------- | ---------- | ---- |
| Burnley FC | Inglaterra | 1985 |

## Palmarés

### Como futbolista

#### Torneos nacionales
| Título          | Club              | País       | Año     |
| --------------- | ----------------- | ---------- | ------- |
| Copa de Escocia | Aberdeen FC       | Escocia    | 1969-70 |
| FA Cup          | Manchester United | Inglaterra | 1976-77 |
| Charity Shield  | Manchester United | Inglaterra | 1977    |